# L’Hôpital-d’Orion
L’Hôpital-d’Orion település Franciaországban, Pyrénées-Atlantiques megyében. Lakosainak száma 131 fő (2022. január 1.). L’Hôpital-d’Orion Lanneplaà, Orion, Ozenx-Montestrucq, Salies-de-Béarn és Salles-Mongiscard községekkel határos.

## Népesség
A település népességének változása:
| Lakosok száma | 153  | 147  | 143  | 138  | 133  | 128  | 128  | 130  | 131  |
|               | 2013 | 2015 | 2016 | 2017 | 2018 | 2019 | 2020 | 2021 | 2022 |